# HD 17156 b
HD 17156 b, или Мульчатна— экзопланета, обращающаяся вокруг жёлтого субгиганта HD 17156 в созвездии Кассиопея. Находится на расстоянии в 255 световых лет от Солнца.
Планета была обнаружена в апреле 2007 года. Классифицируется как «прохладный горячий юпитер» (расстояние до «своей» звезды втрое больше, чем у типичного горячего юпитера) — уступающий Юпитеру размерами, но превосходящий размерами Сатурн. Считалась планетой с самым большим периодом обращения среди планет, открытых транзитным методом, улучшив рекорд транзитной планеты с наибольшим известным периодом обращения (на тот момент) в 3,5 раза (21,21747 дня).